# 拉特兰县 (佛蒙特州)
拉特兰县（英語：Rutland County）是位于美国佛蒙特州的郡。根据2020年美國人口普查结果显示，该县人口为60,572人，是佛蒙特州人口第二多的人。该县的最大城市和县治皆为拉特兰市。